# IJsselcup

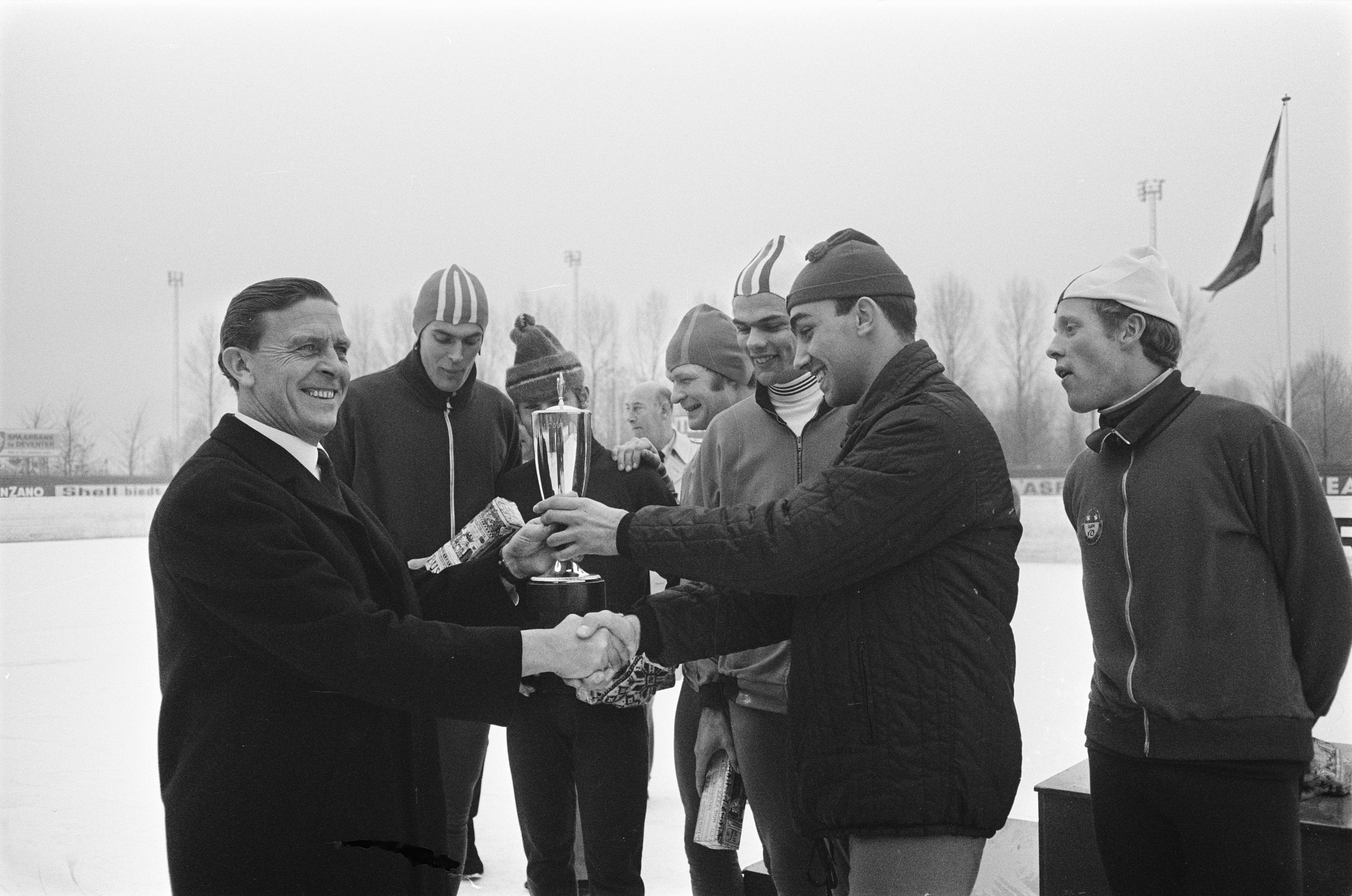
Uitreiking van de IJsselcup in 1969

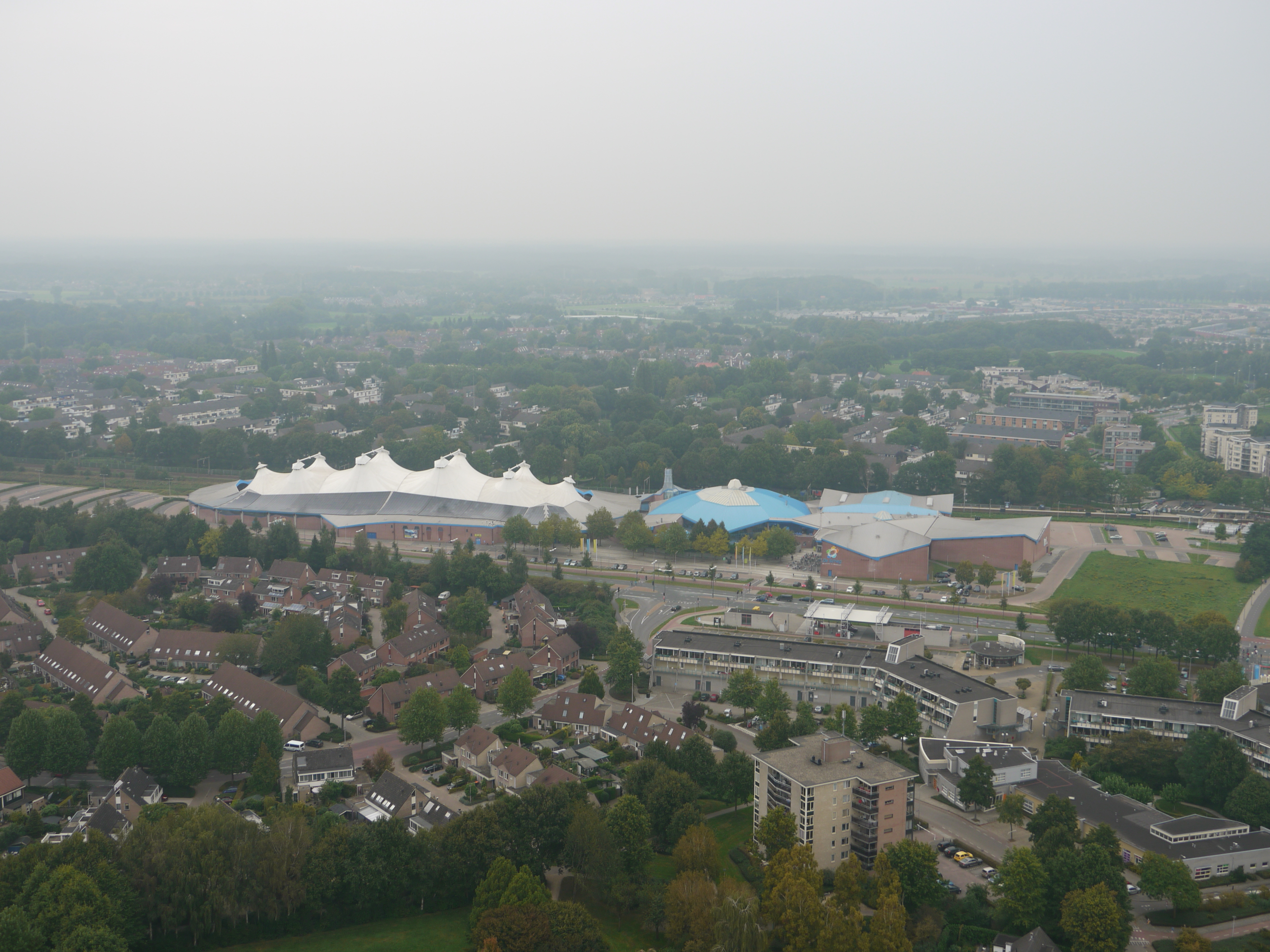
Sportcomplex De Scheg in 2014

De IJsselcup is een jaarlijks terugkerend schaatsevenement dat als de opening van het nieuwe schaatsseizoen in Nederland geldt en tevens als selectie voor Nederlandse kampioenschappen afstanden of voor de selectiewedstrijden voor de wereldbeker. Sinds 2012 is de IJsselcup onderdeel van de Holland Cup. Naast de oorspronkelijke initiatiefnemers, de Deventer IJsclub en KNSB baancommissie Deventer, zijn ook de schaatsvereniging SportiefOost.nl en ijsbaan De Scheg betrokken bij de organisatie. Rondom de wedstrijd worden allerlei gezamenlijke activiteiten georganiseerd op de ijsbaan.

## Ontstaan
In 1962 werd de eerste IJsselcup georganiseerd in het IJsselstadion aan de Rembrandtkade in Deventer, waar later ook grote internationale toernooien hebben plaatsgevonden. Na de komst van de nieuwe kunstijsbaan De Scheg in 1992, verhuisde de IJsselcup naar deze half overdekte baan.
Tot en met het jaar 2000 was het bij de heren een wedstrijd tussen gewestelijke ploegen met een individueel klassement. De dames mochten vanaf 1967 meerijden voor de individuele wedstrijd. Het belang van deze wedstrijd zat mede in het feit dat er plaatsing voor wereldbekerwedstrijden te verdienen viel.
De wedstrijd werd verreden over een 500 en een 1500 meter, maar wegens gebrek aan belangstelling werd de IJsselcup in 2000 afgeschaft. In 2006 maakte de IJsselcup een doorstart als ploegenachtervolging. Deze IJsselcup nieuwe stijl wist maar twee edities te overleven en ging in 2008 niet door, wederom vanwege gebrek aan belangstelling.
Op zaterdag 15 oktober 2011 organiseerde de Deventer IJsclub de 42ste IJsselcup op ijsbaan De Scheg in Deventer. Daarmee was de traditionele openingswedstrijd van het seizoen terug op de schaatskalender. Samen met de Eissportverein Berlin waren ook Jenny Wolf, Monique Angermüller, Isabell Ost en Katrin Mattscherodt aanwezig. De IJsselcup werd verreden in zijn traditionele vorm, als wedstrijd over 500 en 1500 meter voor de mannen en 500 en 1000 meter voor de vrouwen. Daarnaast werd eenmalig een nieuw wedstrijdelement toegevoegd, de teamsprint, Gewest Friesland won bij de mannen en BAM/Univé bij de vrouwen.
Na de doorstart was er eind oktober 2012 weer een IJsselcup in de Deventer Scheg, ditmaal in de vorm van een afstandentoernooi, waarbij de schaatsers zich konden kwalificeren voor het NK Afstanden. De wedstrijd telde mee voor de Holland Cup 2012/2013 en ook was de KPN Marathon Cup geïntegreerd in het schaatsspektakel.
Om er een echt Deventer schaatsevenement van te maken zijn er sinds 2014 organiserende partijen, namelijk de twee Deventer schaatsverenigingen SportiefOost.nl en Deventer IJsclub samen met ijsbaan De Scheg en de baancommissie Deventer van de KNSB. Rondom de IJsselcup/Holland Cup vinden allerlei activiteiten plaats, zoals clinics en promotie-activiteiten.

## Winnaars

### Originele IJsselcup
In de originele IJsselcup werd bij de mannen een tweekamp verreden over 500 en 1500 meter en bij de vrouwen over 500 en 1000 meter.
| Datum            | Winnend gewest mannen | Winnaar mannen       | Winnaar vrouwen                     |
| ---------------- | --------------------- | -------------------- | ----------------------------------- |
| 24 november 1962 | Gelderland            | Arend Broers         |                                     |
| 29 november 1963 | Zuid-Holland          | Rudie Liebrechts     |                                     |
| 12 december 1964 | Zuid-Holland          | Ard Schenk           |                                     |
| 11 december 1965 | Noord-Holland/Utrecht | Ard Schenk           |                                     |
| 26 november 1966 | Zuid-Holland          | Kees Verkerk         |                                     |
| 25 november 1967 | Zuid-Holland          | Peter Nottet         | Stien Kaiser                        |
| 23 november 1968 | Zuid-Holland          | Kees Verkerk         | Ellie van den Brom                  |
| 22 november 1969 | Noord-Holland/Utrecht | Ard Schenk           | Ans Schut                           |
| 21 november 1970 | Zuid-Holland          | Kees Verkerk         | Atje Keulen-Deelstra                |
| 20 november 1971 | Friesland             | Ard Schenk           | Wil Schenk-Burgmeijer               |
| 25 november 1972 | Friesland             | Hans van Helden      | Atje Keulen-Deelstra                |
| 24 november 1973 | Friesland             | Harm Kuipers         | Sophie Westenbroek                  |
| 23 november 1974 | Drenthe               | Hans van Helden      | Sophie Westenbroek                  |
| 22 november 1975 | Friesland             | Hans van Helden      | Annie Borckink/Sijtje van der Lende |
| 20 november 1976 | Friesland             | Hans van Helden      | Sijtje van der Lende                |
| 19 november 1977 | Noord-Holland/Utrecht | Hans van Helden      | Joke van Rijssel                    |
| 18 november 1978 | Friesland             | Bert de Jong         | Sophie Westenbroek                  |
| 17 november 1979 | Friesland             | Hilbert van der Duim | Haitske Valentijn-Pijlman           |
| 22 november 1980 | Friesland             | Piet Kleine          | Ina Steenbruggen                    |
| 21 november 1981 | Friesland             | Hilbert van der Duim | Ria Visser                          |
| 20 november 1982 | Friesland             | Frits Schalij        | Alie Boorsma                        |
| 3 december 1983  | Friesland             | Hein Vergeer         | Ria Visser                          |
| 1 december 1984  | Friesland             | Hein Vergeer         | Yvonne van Gennip                   |
| 30 november 1985 | Noord-Holland/Utrecht | Hein Vergeer         | Boukje Keulen                       |
| 22 november 1986 | Noord-Holland/Utrecht | Geert Kuiper         | Ingrid Haringa                      |
| 14 november 1987 | Zuid-Holland          | Hein Vergeer         | Yvonne van Gennip                   |
| 19 november 1988 | Zuid-Holland          | Tjerk Terpstra       | Anja Bollaart                       |
| 18 november 1989 | Noord-Holland/Utrecht | Anne Jan Portijk     | Christine Aaftink                   |
| 17 november 1990 | Zuid-Holland          | Ben van der Burg     | Sandra Voetelink                    |
| 16 november 1991 | Noord-Holland/Utrecht | Rintje Ritsma        | Marieke Stam                        |
| 14 november 1992 | Noord-Holland/Utrecht | Gerard van Velde     | Christine Aaftink                   |
| 13 november 1993 | Friesland             | Gerard van Velde     | Christine Aaftink                   |
| 12 november 1994 | Friesland             | Rintje Ritsma        | Annamarie Thomas                    |
| 18 november 1995 | Friesland             | Martin Hersman       | Sandra Zwolle                       |
| 16 november 1996 | Friesland             | Jeroen Straathof     | Marianne Timmer                     |
| 22 november 1997 | Friesland             | Ids Postma           | Marieke Wijsman                     |
| 7 november 1998  | Friesland             | Ids Postma           | Marianne Timmer                     |
| 6 november 1999  | Friesland             | Erben Wennemars      | Marianne Timmer                     |
| 4 november 2000  | Gelderland            | Gerard van Velde     | Barbara de Loor                     |

### Ploegenachtervolging
In 2006 en 2007 werd de IJsselcup verreden als ploegenachtervolging.
| Datum           | Winnende ploeg mannen | Winnende ploeg vrouwen |
| --------------- | --------------------- | ---------------------- |
| 3 december 2006 | TNT Express           | Friesland              |
| 14 oktober 2007 | TVM                   | VPZ                    |
| 25 oktober 2008 | afgelast              | afgelast               |

### Opnieuw een tweekamp
In 2011 werd het oude format van de tweekamp over 500 en 1500 meter weer hersteld. De vrouwen rijden nu een 1500 meter in plaats van een 1000 meter. Sinds 2013 is er sprake van zowel een tweekamp als een afstandentoernooi.
| Datum           | Winnaar mannen                  | Winnaar vrouwen                 |
| --------------- | ------------------------------- | ------------------------------- |
| 15 oktober 2011 | Ted-Jan Bloemen                 | Jorien Kranenborg               |
| 12 oktober 2013 | Thomas Krol                     | Jorien Voorhuis                 |
| 18 oktober 2014 | Kai Verbij                      | Sanneke de Neeling              |
| 17 oktober 2015 | Thomas Krol                     | Letitia de Jong                 |
| 15 oktober 2016 | Thomas Krol                     | Annouk van der Weijden          |
| 14 oktober 2017 | Pim Schipper                    | Jutta Leerdam                   |
| 20 oktober 2018 | Tijmen Snel                     | Manouk van Tol                  |
| 19 oktober 2019 | Tijmen Snel                     | Sanneke de Neeling              |
| 2020            | Afgelast vanwege coronapandemie | Afgelast vanwege coronapandemie |
| 16 oktober 2021 | Joep Wennemars                  | Lotte van Beek                  |
| 15 oktober 2022 | Thomas Krol                     | Isabel Grevelt                  |
| 14 oktober 2023 | Gijs Esders                     | Chloé Hoogendoorn               |
| 26 oktober 2024 | Tim Prins                       | Chloé Hoogendoorn               |

### Afstanden/Holland Cup
Vanaf 2012 telt de IJsselcup mee voor de Holland Cup en was ook het kwalificatietoernooi voor de Nederlandse kampioenschappen schaatsen afstanden 2013 twee weken later. In 2013, 2014 en 2017 was de IJsselcup opnieuw het kwalificatietoernooi voor de eropvolgende NK-afstanden, in 2015 en 2016 voor de KNSB Cup en in 2018 en 2019 voor het wereldbekerkwalificatietoernooi. In 2020 werd het toernooi vanwege de coronacrisis in eerste instantie uitgesteld en later afgelast.
| Datum              | (2x)500 meter                   | 1000 meter                      | 1500 meter                      | 5000 meter                      |
| ------------------ | ------------------------------- | ------------------------------- | ------------------------------- | ------------------------------- |
| 26–28 oktober 2012 | Pim Schipper                    | Lucas van Alphen                | Lucas van Alphen                | Bob de Jong                     |
| 12–13 oktober 2013 | Sjoerd de Vries                 | Hein Otterspeer                 | Thomas Krol                     | Jorrit Bergsma                  |
| 17–19 oktober 2014 | Ronald Mulder                   | Michel Mulder                   | Lucas van Alphen                | Jorrit Bergsma                  |
| 17–18 oktober 2015 | Dai Dai NtabMichel Mulder       | Sjoerd de Vries                 | Thomas Krol                     | Bob de Vries                    |
| 15–16 oktober 2016 | Kai Verbij                      | Sjoerd de Vries                 | Thomas Krol                     | Simon Schouten                  |
| 14–15 oktober 2017 | Kai Verbij                      | Kai Verbij                      | Thomas Krol                     | Frank Vreugdenhil               |
| 20–21 oktober 2018 | Kai Verbij                      | Aron Romeijn                    | Wesly Dijs                      | Simon Schouten                  |
| 19–20 oktober 2019 | Dai Dai Ntab                    | Tom Kant                        | Wesly Dijs                      | Crispijn Ariëns                 |
| 2020               | Afgelast vanwege coronapandemie | Afgelast vanwege coronapandemie | Afgelast vanwege coronapandemie | Afgelast vanwege coronapandemie |
| 16–17 oktober 2021 | Tim Prins                       | Louis Hollaar                   | Louis Hollaar                   | Crispijn Ariëns                 |
| 15–16 oktober 2022 | Thomas Krol                     | Louis Hollaar                   | Thomas Krol                     | Gert Wierda                     |
| 14–15 oktober 2023 | Stefan Westenbroek              | Tim Prins                       | Louis Hollaar                   | Remo Slotegraaf                 |
| 26–27 oktober 2024 | Jenning de Boo                  | Jenning de Boo                  | Marcel Bosker                   | Marcel Bosker                   |

| Datum              | (2x)500 meter                   | 1000 meter                      | 1500 meter                      | 3000 meter                      |
| ------------------ | ------------------------------- | ------------------------------- | ------------------------------- | ------------------------------- |
| 26–28 oktober 2012 | Anice Das                       | Marit Dekker                    | Laurine van Riessen             | Antoinette de Jong              |
| 12–13 oktober 2013 | Thijsje Oenema                  | Natasja Bruintjes               | Annouk van der Weijden          | Yvonne Nauta                    |
| 17–19 oktober 2014 | Bo van der Werff                | Melissa Wijfje                  | Melissa Wijfje                  | Irene Schouten                  |
| 17–18 oktober 2015 | Jorien ter MorsJanine Smit      | Bo van der Werff                | Annouk van der Weijden          | Lisa van der Geest              |
| 15–16 oktober 2016 | Jorien ter Mors                 | Bo van der Werff                | Annouk van der Weijden          | Reina Anema                     |
| 14–15 oktober 2017 | Anice Das                       | Sanne van der Schaar            | Linda de Vries                  | Linda de Vries                  |
| 20–21 oktober 2018 | Helga Drost                     | Isabelle van Elst               | Melissa Wijfje                  | Irene Schouten                  |
| 19–20 oktober 2019 | Sanneke de Neeling              | Femke Beuling                   | Melissa Wijfje                  | Irene Schouten                  |
| 2020               | Afgelast vanwege coronapandemie | Afgelast vanwege coronapandemie | Afgelast vanwege coronapandemie | Afgelast vanwege coronapandemie |
| 16–17 oktober 2021 | Esmé Stollenga                  | Isabel Grevelt                  | Myrthe de Boer                  | Irene Schouten                  |
| 15–16 oktober 2022 | Isabel Grevelt                  | Isabel Grevelt                  | Esther Kiel                     | Marijke Groenewoud              |
| 14–15 oktober 2023 | Marit van Beijnum               | Myrthe de Boer                  | Esther Kiel                     | Elisa Dul                       |
| 26–27 oktober 2024 | Pien Smit                       | Gioya Lancee                    | Gioya Lancee                    | Esther Kiel                     |